# Spitalkirche (Bad Grönenbach)

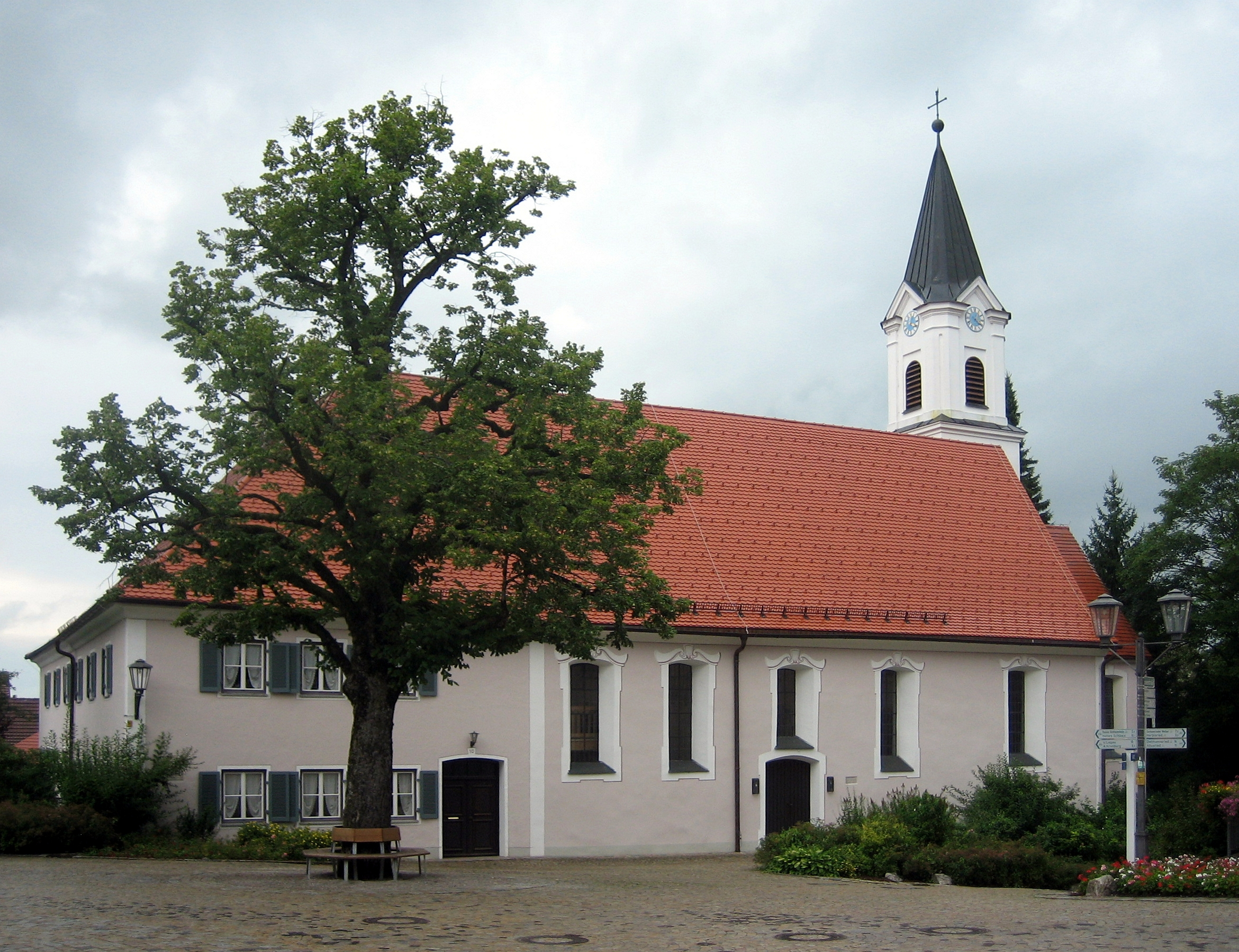
Spitalkirche vom Marktplatz aus gesehen.

Die Spitalkirche zum Heiligen Geist ist eine reformierte Kirche im oberschwäbischen Bad Grönenbach.

## Lage
Die Kirche steht inmitten des oberschwäbischen Marktes Bad Grönenbach am Marktplatz. Sie begrenzt diesen nach Norden und bildet gleichzeitig das Ostende der Spitalgebäude. Direkt östlich der Kirche befindet sich das Rathaus.

## Geschichte
Die Kirche wurde von Ludwig von Rothenstein und seiner Gemahlin Jutta von Hirnheim im Jahr 1479 gestiftet. Im Dreißigjährigen Krieg zerstörten die Schweden 1633 die Kirche. Nach Einführung des reformierten Bekenntnisses in Bad Grönenbach wurde sie den Reformierten 1649 für den Gottesdienst überlassen, die den Wiederaufbau in Angriff nahmen, wobei die Grundmauern einbezogen wurden. Im Jahre 1723 wurde die Kirche erstmals wieder für einen Gottesdienst benutzt. 1808 wurde sie samt dem angrenzenden Spital Zum heiligen Geist von den Reformierten käuflich erworben und 1825 durch den Anbau eines Altarraums erweitert. Die damalige klassizistische Bemalung im Inneren der Kirche wurde 1956 bei einer Renovierung entfernt und 1982 wiederhergestellt. Der Turm der Kirche stammt aus dem Jahre 1880.

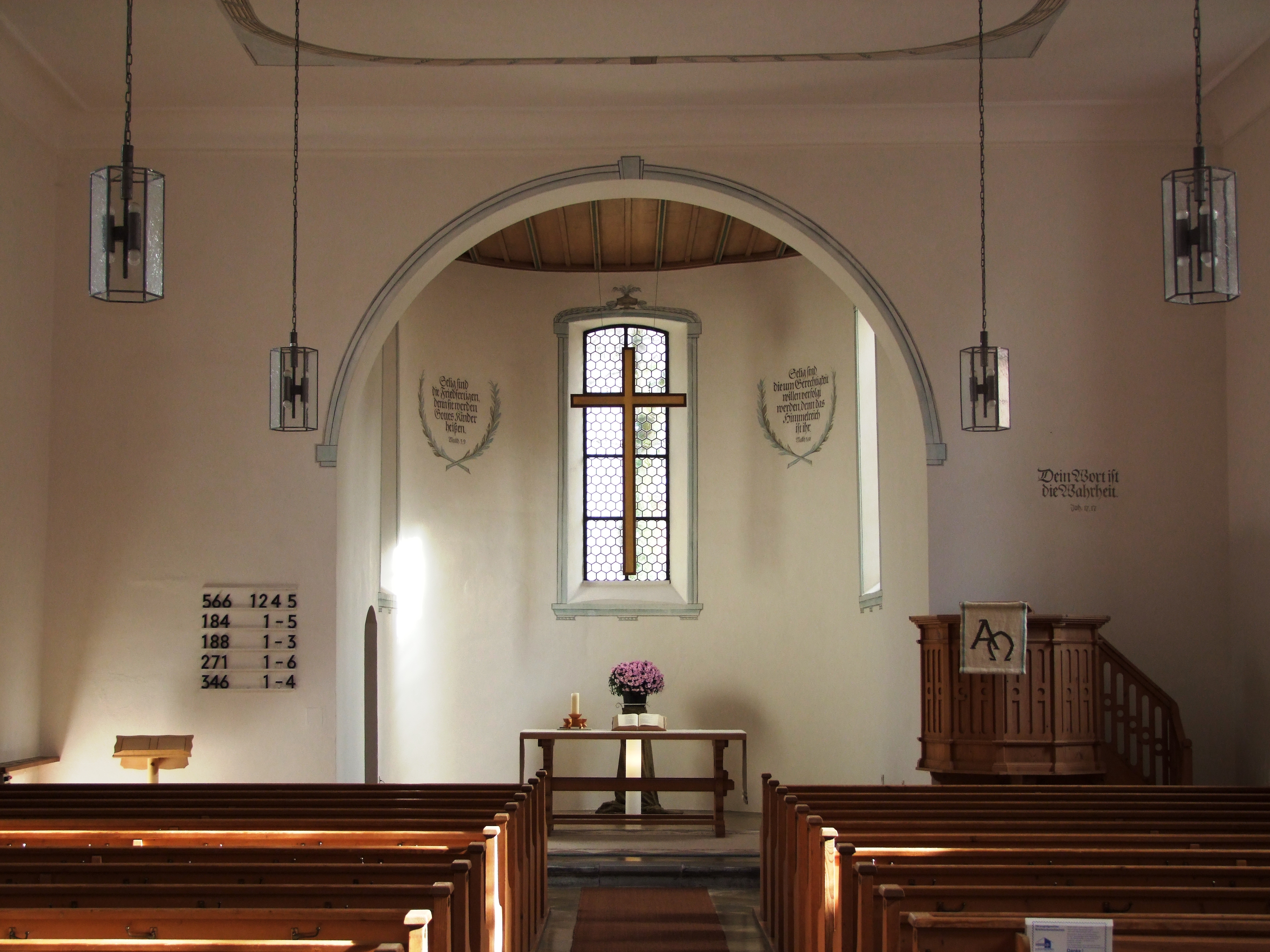
Spitalkirche, Innenansicht

## Baubeschreibung
Die Kirche besteht aus einem schlichten, flachgedeckten Saal mit fünf Fensterachsen und einem geosteten, rund geschlossenen Chorraum. Das Innere der Kirche ist äußerst schlicht gehalten. Bis auf wenige Schrift- und Umrahmungsfresken ist sie ungeschmückt. Der Abendmahlstisch aus Holz steht im Chorraum, darüber hängt ein metallenes Kreuz. Die einfache Kanzel ist an der Südecke neben dem Chor im Langhaus an der Wand angebracht. Ihr gegenüber steht der Ambo, der ebenfalls äußerst schlicht gehalten ist. Im Westen der Kirche befindet sich eine Orgelempore.

## Liste der reformierten Prediger und Pfarrer von Grönenbach
| Nr. | von  | bis  | Name                       | Bemerkung                                                               |
| --- | ---- | ---- | -------------------------- | ----------------------------------------------------------------------- |
| 1   | 1560 |      | Bächli                     | Schweiz                                                                 |
| 2   | 1598 |      | Markus Sulzer              | Winterthur                                                              |
| 3   | 1606 |      | Rudolph Schwarzenbach      | Zürich                                                                  |
| 4   | 1613 |      | Nikolaus von der Bliechten | Holstein                                                                |
| 5   |      | 1621 | Philippus Gessertus        | Churpfalz, wurde 1621 vertrieben und die reformierte Kirche geschlossen |
| 6   | 1650 |      | Johann Christoph Fäsi      | Zürich                                                                  |
| 7   | 1659 |      | Kaspar Paravicini          | Veltlin                                                                 |
| 8   | 1691 |      | Johann Heinrich Ulrich     | Zürich                                                                  |
| 9   | 1699 | 1706 | Johann Ludwig Nüscheler    | Zürich                                                                  |
| 10  | 1706 |      | Johann Jakob Pestalozzi    | Zürich                                                                  |
| 11  | 1716 |      | Karl Adolf Burkhard        | Zürich                                                                  |
| 12  | 1731 |      | Johann Heinrich Heinz      | Zürich                                                                  |
| 13  | 1737 |      | Wilhelm Heinrich Hugo      | Zürich                                                                  |
| 14  | 1740 |      | Salomon Nüscheler          | Zürich                                                                  |
| 15  | 1746 |      | Salomon Brennwald          | Zürich                                                                  |
| 16  | 1761 |      | Leonhard von Lähr          | Zürich                                                                  |
| 17  | 1773 |      | Johann Heinrich von Lähr   | Zürich                                                                  |
| 18  | 1792 |      | Jakob Locher               | Uitikon                                                                 |
| 19  | 1801 | 1805 | Salomon Wirz               | Zürich                                                                  |
| 20  | 1806 | 1813 | Michael Rehm               | Memmingen                                                               |
| 21  | 1814 | 1824 | Sebastian Berlocher        | Platten bei Rheineck                                                    |
| 22  | 1824 | 1834 | Christoph Ludwig Köberlin  | Volkratshofen bei Memmingen                                             |
| 23  | 1834 | 1864 | August Vorbrugg            | Pfersee                                                                 |
| 24  | 1868 | 1909 | Julius Schatz              | Schweinfurt                                                             |
| 25  | 1909 | 1946 | Paul Maria Schatz          |                                                                         |
| 26  | 1946 | 1974 | Eduard Kohl                | Kolomea                                                                 |
| 27  | 1975 | 1995 | Rainer Huber               |                                                                         |
| 28  | 1995 |      | Hermann Brill              |                                                                         |